# Sœurs d'armes (film, 1937)
Pour les articles homonymes, voir Sœurs d'armes.
Ne doit pas être confondu avec Sœurs d'armes (film, 2019).
Pour plus de détails, voir Fiche technique et Distribution.
Sœurs d'armes est un film d'espionnage français réalisé par Léon Poirier, sorti en 1937.

## Synopsis
La vie de Louise de Bettignies et de Léonie Vanhoutte qui, durant la Première Guerre mondiale, organisèrent dans le nord de la France et en Belgique un service de renseignements au profit des services secrets britanniques.

## Fiche technique
- Titre : Sœurs d'armes
- Réalisation : Léon Poirier, assisté d'Armand Tallier
- Scénario : Léon Poirier
- Coscénariste et dialoguiste : Antoine Redier, mari de Vanhoutte, d'après son œuvre La Guerre des femmes,  couronnée par l'Académie française
- Photographie : Georges Million
- Son : Maurice Menot
- Montage : Jacques Grassi
- Musique : Claude Delvincourt, Joseph-Eugène Szyfer (nl)
- Producteur : Léon Poirier
- Format : Noir et blanc — 35 mm — 1,37:1 — Son : Mono
- Genre : Film d'espionnage
- Durée : 125 minutes (2 h 5)
- Date de sortie : 2 décembre 1937

## Distribution
- Jeanne Sully : Louise de Bettignies
- Josette Day : Léonie Vanhoutte
- Thomy Bourdelle : Le juge Goldschmidt
- Henriette Dupray : Madame Pandelaers
- Gaston Dupray : Monsieur Lamote
- Camille Bert : Stoeber
- Jeanne Marie-Laurent : Madame Vanhoutte
- Henry Defreyn
- Alexandre Mihalesco
- Léon Arvel
- Odette Barencey
- Janine Darcey
- André Nox : Le prêtre
- Renée Ludger
- Francia Séguy